# Мухин, Виктор Андреевич
Ви́ктор Андре́евич Му́хин (род. 10 октября 1949, Каменск-Уральский, Свердловская область) — советский и российский учёный в области микологии, доктор биологических наук (1991), профессор (1994). Главный научный сотрудник Института экологии растений и животных УрО РАН. Заслуженный деятель науки Российской Федерации (2010).

## Биография
Родился 10 октября 1949 года в городе Каменск-Уральский Свердловской области.
С 1967 по 1972 годы проходил обучение на кафедре физиологии и биохимии растений биологического факультета Уральского государственного университета под руководством профессора А. Т. Мокроносова.
С 1972 по 1975 годы обучался в аспирантуре Института экологии растений и животных УрО АН СССР. С 1975 года начал свою научную деятельность в Института экологии растений и животных УрО АН СССР: с 1975 по 1991 годы — младший научный сотрудник, научный сотрудник, старший научный сотрудник и ведущий научный сотрудник, с 1991 по 2015 годы — заведующий Лаборатории биоразнообразия растительного мира и микобиоты, с 2015 года — главный научный сотрудник Института экологии растений и животных УрО РАН.
С 1992 года начал педагогическую деятельность на биологическом факультете Уральского государственного университета: с 1992 по 1995 годы — заведующий кафедрой ботаники и общей экологии, с 1995 по 2019 годы — заведующий кафедрой ботаники, с 2019 года профессор этой кафедры, читал курс лекций по вопросам учения о биосфере, микологии и болезни растений, так же являлся профессором Уральского государственного лесотехнического университета.
В 1977 году В. А. Мухин защитил диссертацию на соискание учёной степени — кандидата биологических наук по теме: «Разложение древесины базидиальными грибами», в 1991 году в Московском государственном университете — доктора биологических наук по теме: «Экологические закономерности формирования и структура биоты ксилотрофных базидиомицетов Западно-Сибирской равнины». В 1994 году В. А. Мухину было присвоено учёное звание — профессора.
Основные научные интересы В. А. Мухина были связаны с изучением ксилотрофных базидиомицетов в Западной Сибири, был одним из создателей Уральской научной школы микологии и являлся председателем Екатеринбургского отделения Русского ботанического общества. В. А. Мухин является автором более двухсот научных трудов, в том числе двадцати монографий, под его руководством было защищено четыре докторских и двадцати кандидатских диссертаций.
9 ноября 2010 года Указом Президента Российской Федерации «За заслуги в научной деятельности» В. А. Мухин был удостоен почётного звания — Заслуженный деятель науки Российской Федерации.

## Основные труды
- Мухин В. А. Основы экологии дереворазрушающих грибов : Баланс веществ микогенного разложения древесины. М., 1979 г.
- Мухин В. А. Биота ксилотрофных базидиомицетов Западно-Сибирской равнины. Екатеринбург, 1993 г.
- Мухин В. А. Синантропная флора Среднего Урала. Екатеринбург, 2001 г.
- Мухин В. А. Грибы Среднего Урала: справ.-определитель. Екатеринбург, 2007 г.
- Мухин В. А. Низшие растения : учеб. пособие. Екатеринбург, 2007 г.
- Мухин В. А. Метаногенез, сопровождающий разложение древесины трутовыми грибами // Докл. РАН. Т. 413, № 6. 2007 г. — С.848-849
- Мухин В. А. Микогенное разложение древесины и эмиссия углерода в лесных экосистемах // Экология. № 1. 2007 г. — С.24-29
- Мухин В. А. Polypore (Aphyllophorales, Basidiomycetes) Studies in Russia. Pt. 2 : Central Urals // Annales Botanici Fennici. Vol. 44. 2007 — 103—127
- Мухин В. А. Метаногенная активность в древесных растениях // Физиология растений. Т. 56, № 1. 2009 г. — С.152-154
- Мухин В. А. Метаногенная активность древесного дебриса // Экология. № 3. 2009 г. — С.163-167
- Мухин В. А. Фотосинтез: физиология, онтогенез, экология. Калининград, 2009 г.

## Награды
- Медаль А. А. Ячевского (2017[4])
- Медаль имени Н. К. Чупина (2008[1])

### Звания
- Заслуженный деятель науки Российской Федерации (2010[3])

### Премии
- Премия имени В. Н. Татищева и Г. В. де Геннина в области науки (1999 — «За работу „Современный философский словарь“»[5])